# Yakobi Island
Yakobi Island (tlingit: Takhanes, ryska: Якоби) är en ö i Alexanderarkipelagen utanför sydöstra Alaska, USA. Den ligger precis väster om ön Chichagof, och har en yta på 213,3 kvadratkilometer. 
Ön har inga fasta invånare.